# McLaren M28
El McLaren M28 fue un monoplaza de Fórmula 1 utilizado por McLaren, fue diseñado por Gordon Coppuck y se utilizó en la temporada 1979. Fue conducido por John Watson y Patrick Tambay.

## Resultados

### Fórmula 1
(Clave) (negrita indica pole position) (cursiva indica vuelta rápida)

| Año     | Equipo                | Motor                    | Neu. | Pilotos        | 1   | 2   | 3   | 4   | 5   | 6   | 7   | 8   | 9   | 10  | 11  | 12  | 13  | 14  | 15  | Puntos | Pos. |
| ------- | --------------------- | ------------------------ | ---- | -------------- | --- | --- | --- | --- | --- | --- | --- | --- | --- | --- | --- | --- | --- | --- | --- | ------ | ---- |
| 1979    | Marlboro Team McLaren | Ford-Cosworth DFV 3.0 V8 | G    |                | ARG | BRA | RSA | USW | ESP | BEL | MON | FRA | GBR | GER | AUT | NED | ITA | CAN | USA | 15*    | 7.°  |
| 1979    | Marlboro Team McLaren | Ford-Cosworth DFV 3.0 V8 | G    | John Watson    | 3   | 8   | Ret | Ret | Ret | 6   | 4   | 11  |     |     |     |     |     |     |     | 15*    | 7.°  |
| 1979    | Marlboro Team McLaren | Ford-Cosworth DFV 3.0 V8 | G    | Patrick Tambay | Ret |     | 10  | Ret | 13  |     | DNQ | 10  | 7   |     |     |     |     |     |     | 15*    | 7.°  |
| Fuente: |                       |                          |      |                |     |     |     |     |     |     |     |     |     |     |     |     |     |     |     |        |      |

- *8 puntos obtenidos con el M28; los otros 7 fueron obtenidos con el M29.